# Dušan Radović

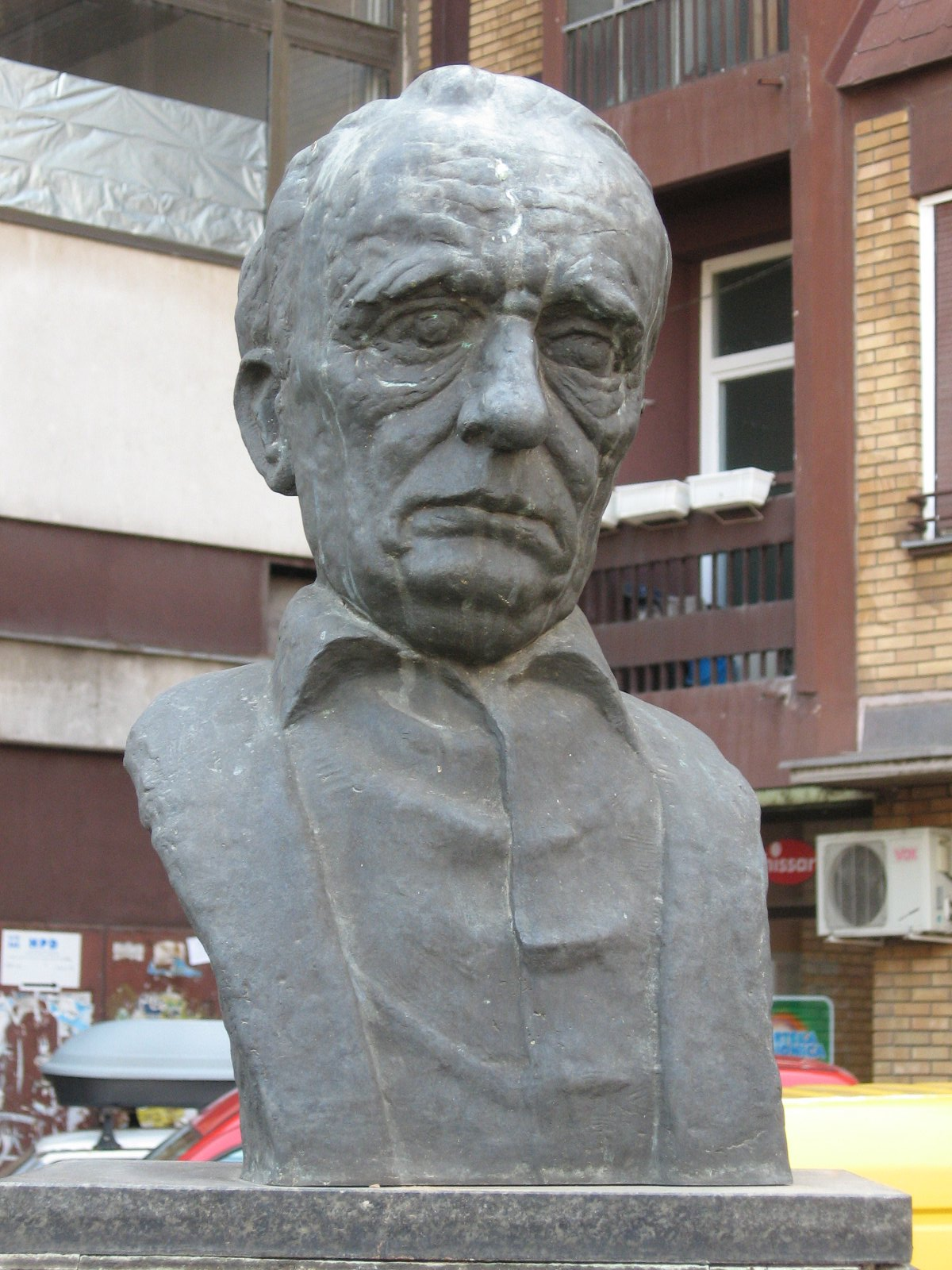
Büste von Dušan Radović

Dušan Radović (Spitzname „Duško“) (kyrillisch: Душан „Душко“ Радовић; * 29. November 1922 in Niš, Königreich Jugoslawien; † 16. August 1984 in Belgrad, SFR Jugoslawien) war ein jugoslawischer Journalist und Schriftsteller. Er ist bekannt für seine Poesie (insbesondere Kinderpoesie), Bücher, Drehbücher für Fernsehen und Aphorismen.
Er war Hauptredakteur der „Pionierzeitung“, Redakteur für Kinderprogramme bei Radio Belgrad, Redakteur für Kinderprogramme bei Radiotelevizija Beograd (RTB), Redakteur des Blattes „Poletarac“, Journalist bei der Zeitung „Borba“. Ab 1975 war er Redakteur bei Studio B, einer Fernseh- und Radiostation von Belgrad.

## Ehrungen
Das Malo pozorište „Dušan Radović“ (Kleines Theater „Dušan Radović“) in Belgrad wurde nach dem Tod des Dichters am 23. Oktober 1984 nach ihm benannt. Am 7. März 1986 wurde das Abendtheater Radović für Erwachsene eröffnet.
Seine Werke wurden in viele Sprachen übersetzt. Dušan Radović erhielt in Jugoslawien zahlreiche Preise sowie eine Auszeichnung der Internationalen Organisation für Kinderliteratur „Hans Christian Andersen“.

## Werke (Auswahl)
- Kapetan Džon Piplfoks, (1953),  Hörspiel; (Kapitän John Peoplefox, deutsch übersetzt von James Krüss)
- Poštovana deco, (1954), Gedichte; (dt. Sehr geehrte Kinder, 1961)
- Smešne reči", 1961, Gedichte; (Witzige Worte)
- Pričam ti priču, 1963, Geschichten und Gedichte; (Ich erzähle dir eine Geschichte)
- Na slovo, na slovo, 1963–1965, TV-Sendung; (Buchstaben)
- Če, tragedija koja traje, 1969, mit Matija Bećković, Poem über Che Guevara; (deutsch Che, 1969)
- Vukova azbuka, 1971, Gedichte; (Das Alphabet von Vuk)
- Zoološki vrt, 1972, Gedichte; (Zoo)
- Razbojnik Kađa i princeza Nađa, Gedichte; (dt. Der Räuber Sascha und die Prinzessin Natascha, 1973)
- Beograde, dobro jutro, 1/2/3 (1971, 1981, 1984), Aphorismen; (Guten Morgen, Belgrad)
- Ponedeljak, utorak, sreda, četvrtak, 1983, Poesie und Prosa für Kinder in vier Büchern; (Montag, Dienstag, Mittwoch, Donnerstag)
- Ženski razgovori, Prosa; (Frauengespräche)